# Bavorština
Bavorština (bavorsky Boarisch, německy Bairisch, anglicky Bavarian) je skupinou německých dialektů a dialektem jižního způsobu staré horní němčiny. V tom smyslu patří do němčiny v širším slova smyslu. Bavorský Interdialekt je způsobem nové horní němčiny a patří do němčiny v užším slova smyslu.

## Rozšíření
Bavorštinou se mluví v téměř celém Rakousku (kromě Vorarlberska a malé části Tyrolska), dále v Německu a to na zhruba polovině území spolkové země Bavorsko (ve vládních obvodech Horní Bavorsko, Dolní Bavorsko a Horní Falc) a v malinké části spolkové země Sasko (zemský okres Fojtsko). Bavorštinou se také mluví v Itálii v Autonomní provincii Bolzano (neoficiálně se také nazývá Jižní Tyrolsko). Do roku 1945 se jí také tradičně mluvilo na území dnešní České republiky a to v pohraničních oblastech západních a jižních Čech a jižní Moravy.

## Dělení
Bavorština se dělí na:
- severní bavorštinu (jižní část zemského Okresu Fojtsko, východní část Země šesti úřadů (Sechsämterland), Horní Falc, a Zemský okres Eichstätt).
- střední bavorštinu (Horní a Dolní Bavorsko, Horní a Dolní Rakousy, Vídeň, severní části Salcburska a Burgenlandu)
- jižní bavorštinu (Samnaun, Tyrolsko a Jižní Tyrolsko, jižní část Salcburska, Korutany a část Štýrska)
- cimberština

Střední bavorština má dva přechodové dialekty:
- severní střední bavorštinu (Zemský okres Cham, Zemský okres Řezno, a části Zemského okresu Schwandorf a Zemského okresu Reng)
- jižní střední bavorštinu (jižní část Horního Bavorska, Salcbursko, Štýrsko a jižní část Burgenlandu)

Střední bavorštinu je možno rozdělit na 2 větve:
- západní, někdy i nazývaná jako „bavorština“ (Horní a Dolní Bavorsko, severní část Salcburska mimo vlastní Salcburk a nejzápadnější část Horních Rakous)
- východní, někdy i nazývaná jako „rakouština“ (Salcburk, většina Horních Rakous, Dolní Rakousy, Vídeň a severní Burgenland)

Výraz „rakouština“ se používá také pro rakouský způsob nové horní němčiny.

## Příklady

### Číslovky
| Bavorsky | Česky |
| oas      | jeden |
| zwåa     | dva   |
| drei     | tři   |
| fia(re)  | čtyři |
| fimf(e)  | pět   |
| sex(e)   | šest  |
| sim(me)  | sedm  |
| åcht(e)  | osm   |
| nei(ne)  | devět |
| zen(e)   | deset |

## Galerie

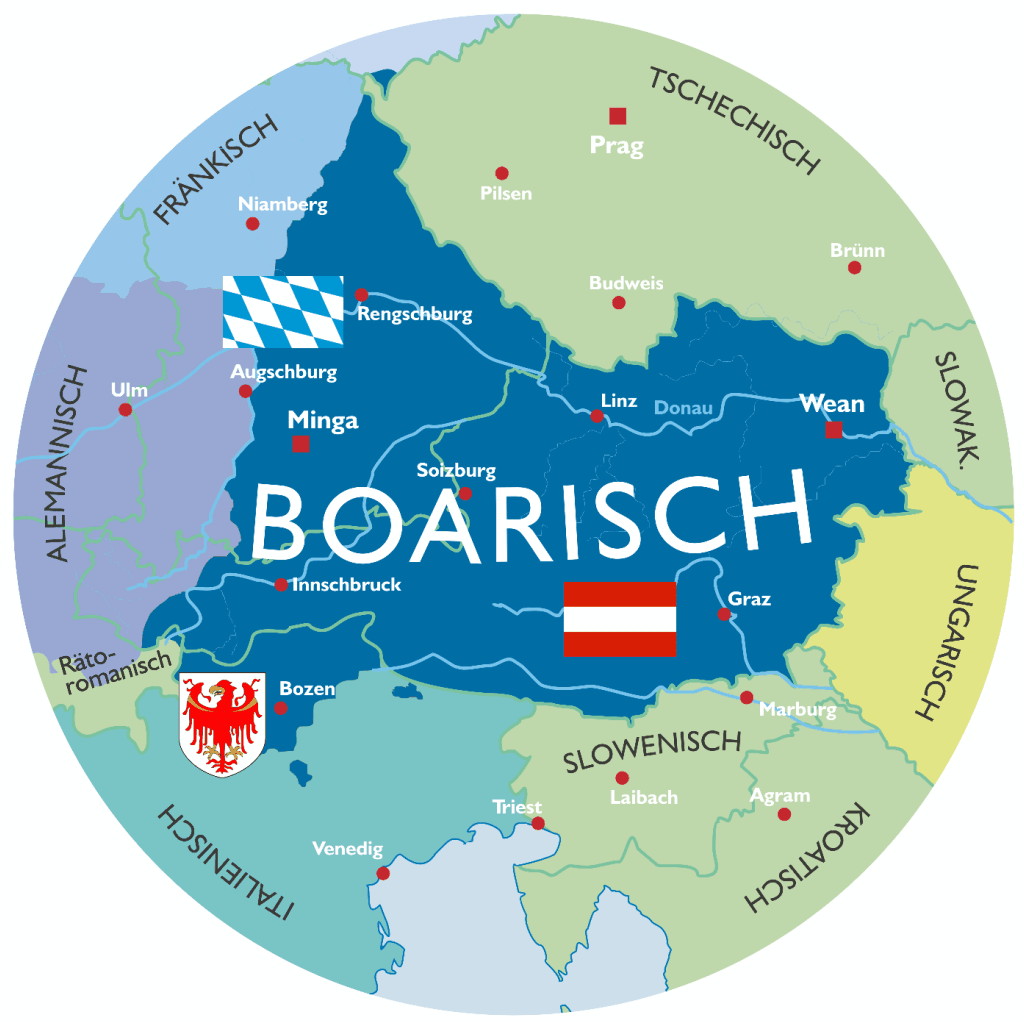
Mapa území kde se mluví bavorsky. Názvy měst v bavorské oblasti jsou v bavorštině. Jsou vyznačeny oblasti okolních jazyků i okolních dialektů němčiny. Dále je ukázána (od vrchu) vlajka Bavorska, vlajka Rakouska a znak Jižního Tyrolska.
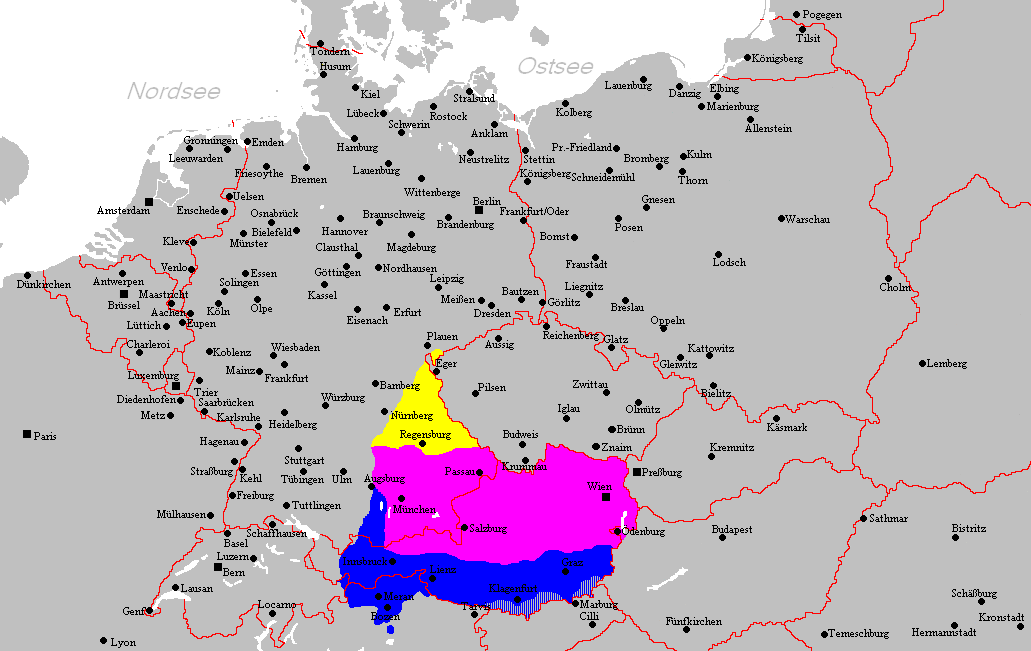
Mapa dnešního rozšíření a hlavního dělení bavorštiny
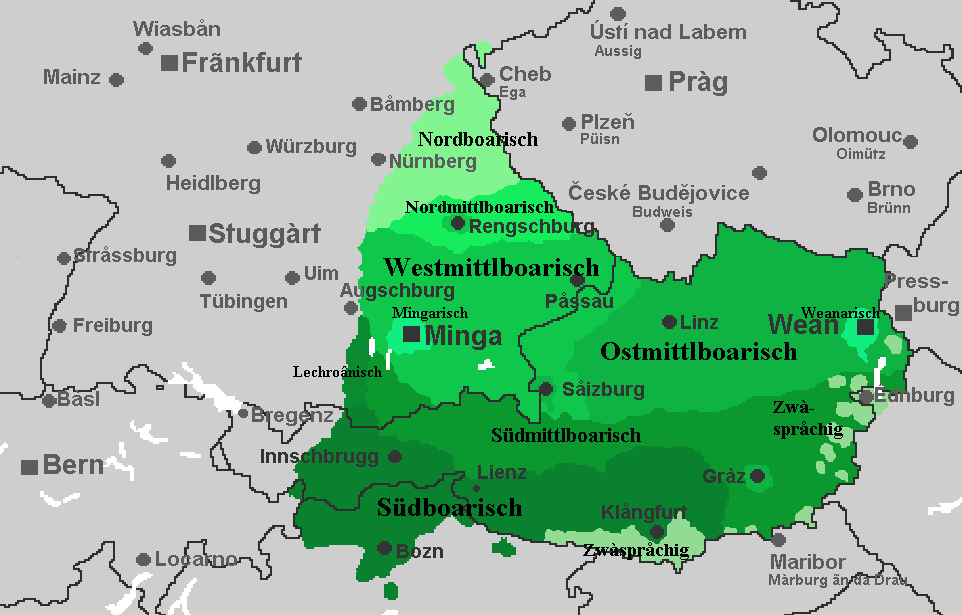
Mapa s detailnějším dělením bavorštiny. Jsou zde zobrazeny i přechodové dialekty. Názvy měst jsou v bavorštině.
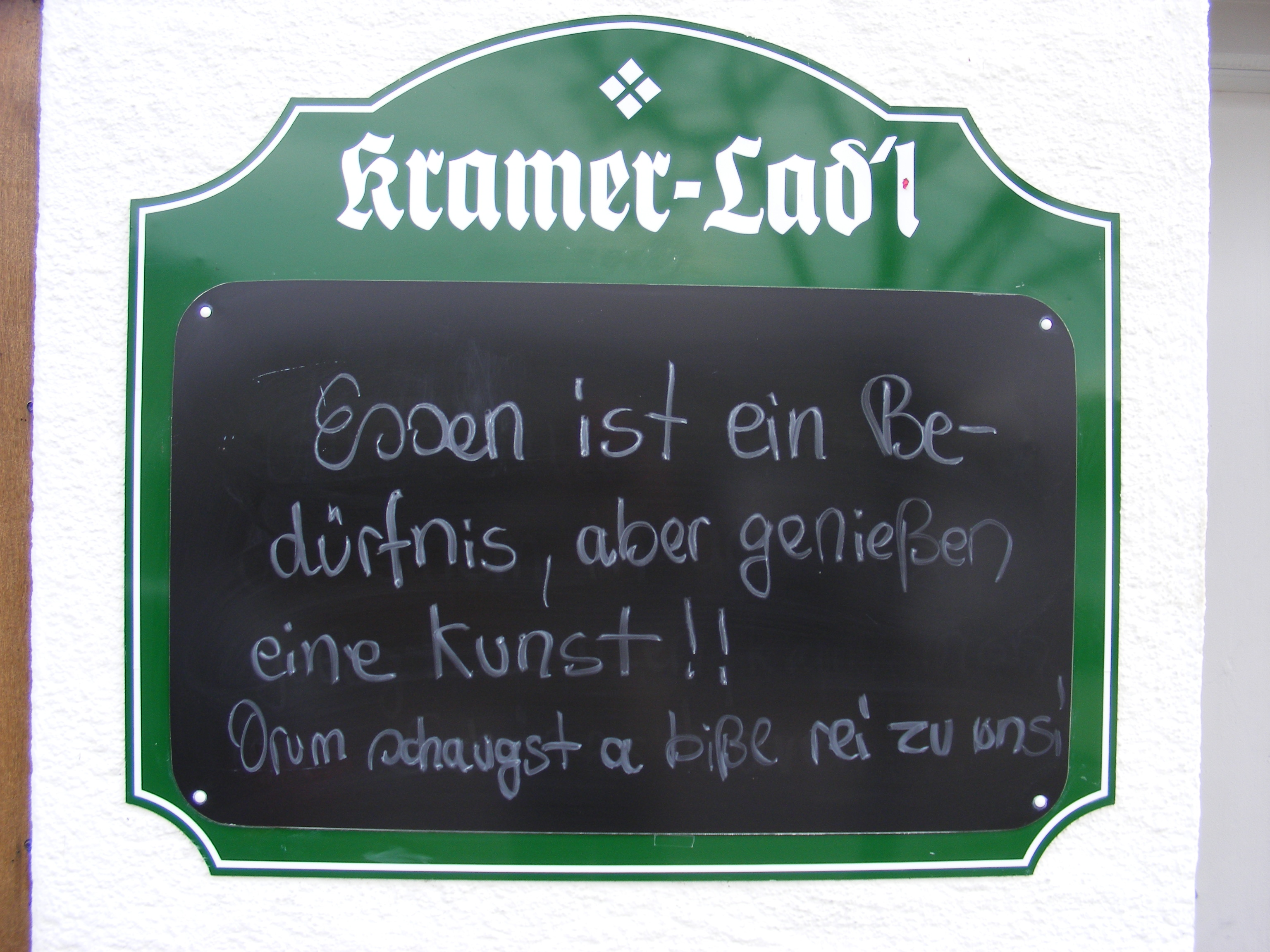
Cedule obchodu v Rottach-Egern v Bavorsku. Zvrchu je německy napsáno: Essen ist ein Bedürfnis, aber genießen eine Kunst!! (česky: Jídlo je nutnost, ale pochutnat si na něm je umění!!). Pod tím je bavorsky napsáno: Drum schaugst a bißl rei zu uns! (Proto se k nám přijď podívat!).
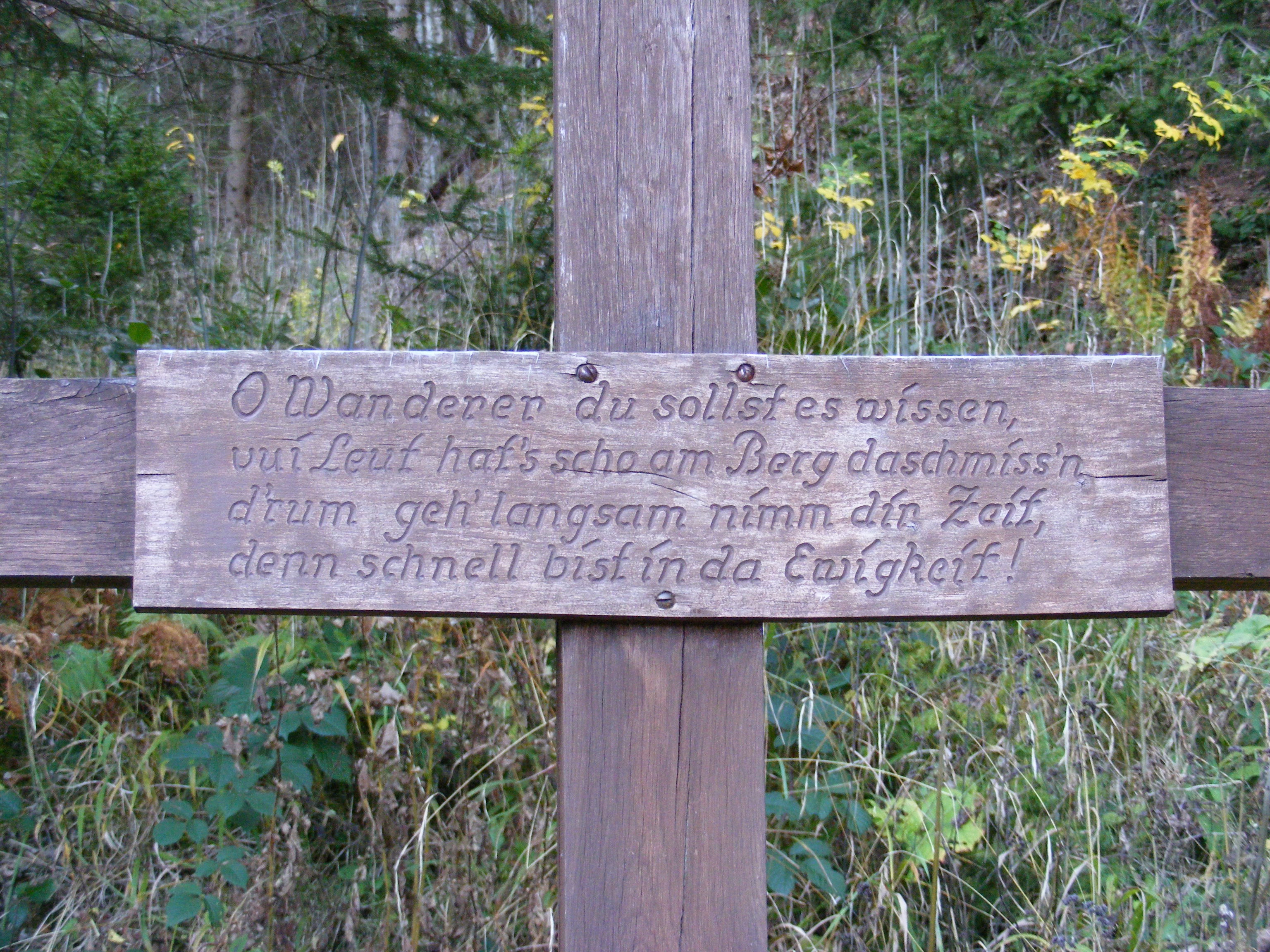
Kříž s varovným nápisem stojící na hoře Brauneck v Bavorských Alpách. Napsáno směsí spisovné němčiny a bavoršiny: O Wanderer du sollst es wissen, vui Leut hat's scho am Berg daschmiss'n, d'rum geh' langsam nimm dir Zeit, denn schnell bist in da Ewigkeit! Česky:Ó poutníče měl bys vědět, hodně lidí už spadlo z hory, proto jdi pomalu nespěchej, protože (jinak) budeš rychle na věčnosti!
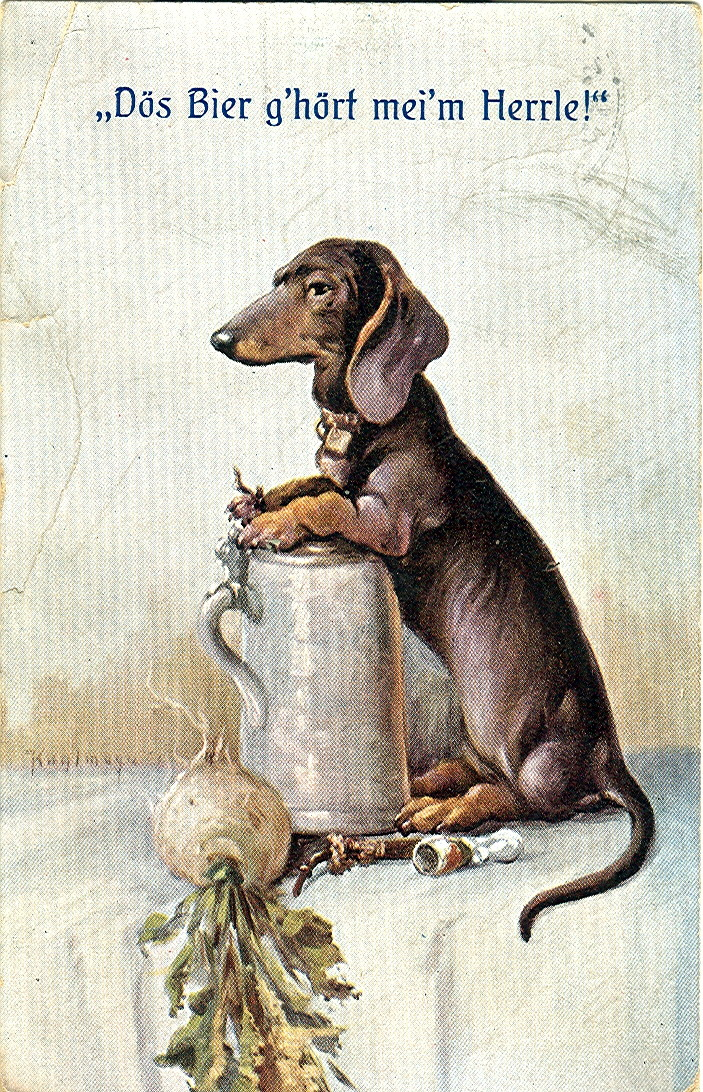
Německá pohlednice z roku 1917. Nápis v bavorštině: Dös Bier g´hört mei´m Herrle! Česky: Toto pivo patří mému páníčkovi! (napsáno tradičním bavorským pravopisem, ö značí zavřené e a ne ö spisovné němčiny).
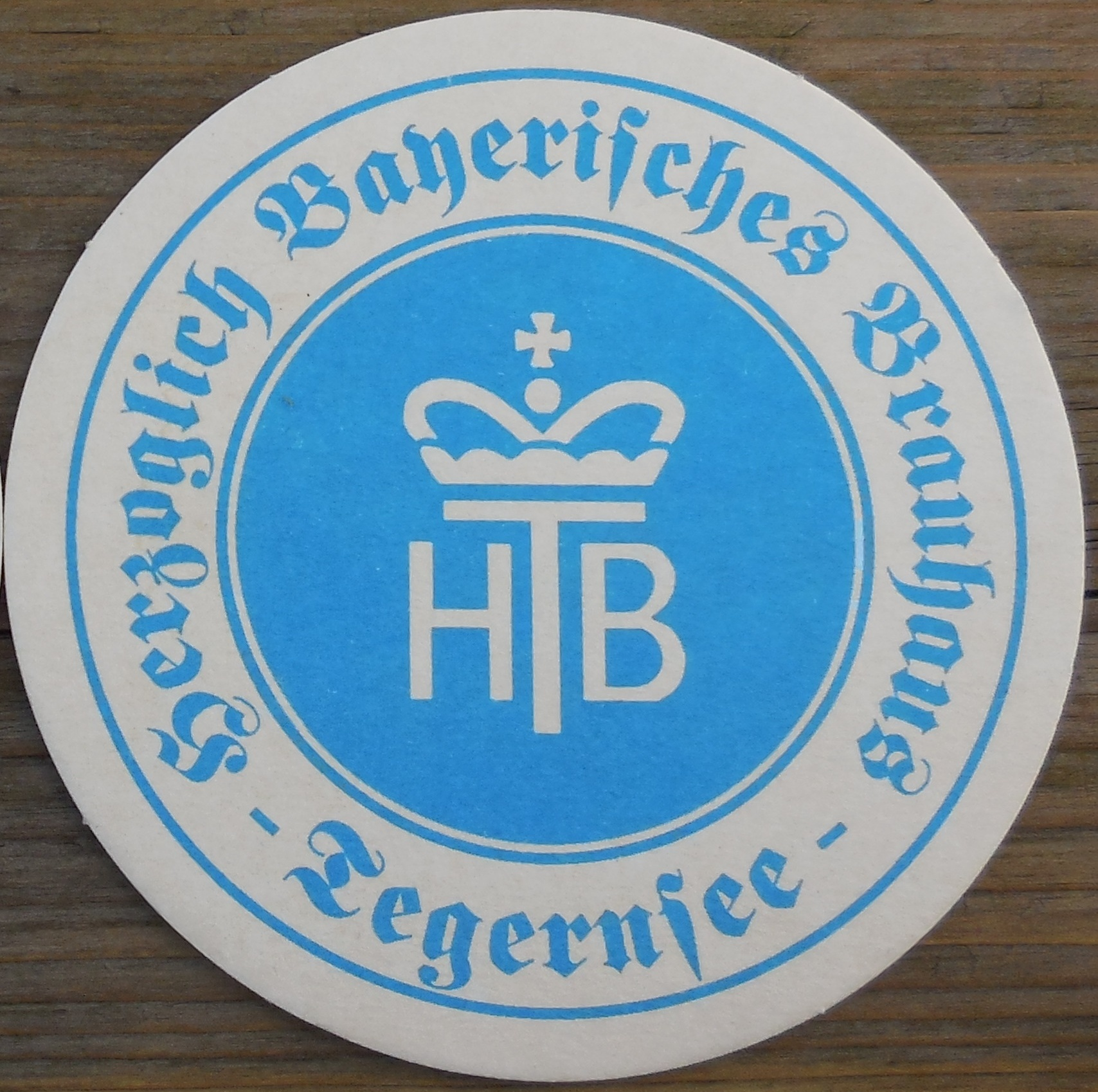
Pivní tácek Vévodského bavorského pivovaru z Tegernsee. Nalevo je tradičním bavorským pravopisem napsáno: Dös beste Bier hab i, was ma weit und breit findt - aber i kimm net zum Sauffa weil mei Buzi net kimmt. Česky: Mám to nejlepší pivo, které se daleko široko najde – ale nepřicházím abych chlastal, protože můj miláček nepřijde.